# Nordheim, Bas-Rhin

Nordheim este o comună în departamentul Bas-Rhin, Franța. În 1 ianuarie 2022 avea o populație de 947 de locuitori.